# Fleury, Manche
Fleury är en kommun i departementet Manche i regionen Normandie i norra Frankrike. Kommunen ligger i kantonen Villedieu-les-Poêles som tillhör arrondissementet Saint-Lô. År 2022 hade Fleury 1 085 invånare.

## Befolkningsutveckling
Antalet invånare i kommunen Fleury
| Referens: INSEE |